# Yılmaz
Yılmaz [jɯɫmɑz] ist ein türkischer männlicher Vorname und Familienname.

## Bedeutung
Yılmaz ist ein türkischer Name. Übersetzt bedeutet er „der vor nichts zurückweicht“ (vgl. türkisch: yılmak = zurückweichen; Wortstamm = yıl + -ma = Verneinungsendung + -z = Aorist zum Ausdruck der allgemeingültigen Handlung / Fähigkeit / Gewohnheit).

### Häufigkeit
In der Türkei ist der Name Yılmaz hinsichtlich der Häufigkeit des Auftretens vergleichbar mit den deutschen Namen Müller oder Maier. Auch in Deutschland gehört Yılmaz zu den besonders gebräuchlichen Familiennamen und ist auch als Vorname bekannt. Hier wird er gelegentlich auch Yilmaz geschrieben.
Die am häufigsten vorkommende Namenskombination in der Türkei ist nach Erhebung einer türkischen Zeitung „Mehmet Yılmaz“.

## Namensträger

### Vorname
- Yılmaz Arslan (* 1968), türkischer Filmschaffender
- Yılmaz Büyükerşen (* 1937), türkischer Ökonom, Universitätsrektor und Politiker
- Yilmaz Dziewior (* 1964), deutscher Kunsthistoriker und Kurator
- Yılmaz Erdoğan (* 1967), türkischer Schauspieler und Autor
- Yılmaz Gökdel (1940–2019), türkischer Fußballspieler und -trainer
- Yılmaz Güney (1937–1984), türkischer Schauspieler und Regisseur
- Yılmaz Köksal (1939–2015), türkischer Schauspieler
- Yılmaz Onay (1937–2018), türkischer Schriftsteller, Regisseur und Übersetzer
- Yilmaz Örtülü (* 1980), deutscher Fußballspieler
- Yılmaz Özen (* 1973), türkischer Fußballspieler und -trainer
- Yılmaz Pamuk (* 1956), türkischer Fußballspieler
- Yılmaz Şen (1943–1992), türkischer Fußballspieler
- Yılmaz Tankut (* 1959), türkischer Politiker und Unternehmer
- Yılmaz Vural (* 1953), türkischer Fußballspieler und -trainer

### Familienname
- Abdullah Yılmaz (Skilangläufer) (* 1961), türkischer Skilangläufer
- Abdullah Yılmaz (Schiedsrichter) (* 1978), türkischer Fußballschiedsrichter
- Adem Yılmaz (* 1955), deutsch-türkischer Künstler
- Ahmet Refik Yılmaz (1904–1986), türkischer General
- Ali-Rıza Yılmaz (* 1968), türkischer Fußballspieler
- Ali Şahin Yılmaz (* 2004), türkischer Fußballspieler
- Atıf Yılmaz (1925–2006), türkischer Regisseur
- Aydın Yılmaz (* 1988), türkischer Fußballspieler
- Aysel Yılmaz (* 1999), türkische Kugelstoßerin
- Bahar Yilmaz (* 1984), deutsch-schweizerische Autorin
- Barış Alper Yılmaz (* 2000), türkischer Fußballspieler
- Bekir Yılmaz (* 1988), türkischer Fußballspieler
- Berkay Yilmaz (* 1997), deutsch-türkischer Fußball- und Futsalspieler
- Berkay Yılmaz (* 2005), türkisch-deutscher Fußballspieler
- Biran Damla Yılmaz (* 1997), türkische Schauspielerin und Model
- Boncuk Yılmaz (* 1981), türkische Schauspielerin
- Burak Yılmaz (* 1985), türkischer Fußballspieler
- Burak Yilmaz (Autor) (* 1987), türkisch-deutscher Pädagoge und Autor
- Burak Yilmaz (Fußballspieler, 1995) (* 1995), österreichischer Fußballspieler
- Burhan Yılmaz (* 1987), österreichisch-türkischer Fußballspieler
- Büşra Yılmaz (* 1994), türkische Drehbuchautorin und Schriftstellerin
- Çağatay Yılmaz (* 2000), türkischer Fußballspieler
- Cem Yılmaz (* 1973), türkischer Schauspieler
- Cem Yilmaz (Musiker) (Kemal Cem Yilmaz; * 1981), deutscher Musiker
- Cem Yılmaz (Ruderer) (* 1982), türkischer Ruderer
- Cenk Yılmaz (* 1993), türkischer Fußballspieler
- Ceren Yılmaz, türkische Schauspielerin
- Cevdet Yılmaz (* 1967), türkischer Politiker
- Cihan Yılmaz (* 1983), deutsch-türkischer Fußballspieler
- Deniz Yılmaz (* 1988), türkisch-deutscher Fußballspieler
- Dilek Yılmaz (* 2001), türkische Handballspielerin
- Elif Melda Yılmaz (* 1977), türkische Schauspielerin
- Erhan Yılmaz (* 1994), deutscher Fußballspieler
- Erkut Yilmaz (* 1975), US-amerikanischer Pokerspieler
- Esma Yılmaz (* 2005), türkische Schauspielerin
- Ethem Yilmaz (* 1952), deutsch-türkischer Autor und Verleger
- Fatih Yılmaz (Fußballspieler, 1965) (* 1965), türkischer Fußballtorhüter
- Fatih Yılmaz (Fußballspieler, März 1989) (* 1989), türkischer Fußballspieler (Denizlispor)
- Fatih Yılmaz (Fußballspieler, April 1989) (* 1989), türkischer Fußballspieler (Hatayspor)
- Fikret Yılmaz (* 1957), türkischer Fußballspieler und -trainer
- Gıyasettin Yılmaz (* 1938), türkischer Ringer
- Gökhan Yılmaz (* 1991), türkischer Fußballspieler
- Güngör Yilmaz (* 1961), deutsche Politikerin (SPD), MdHB
- Hakan Yılmaz (* 1997), türkischer Fußballspieler
- Haydar Yılmaz (* 1984), türkischer Fußballtorhüter
- Hüseyin Yılmaz (1924–2013), türkisch-US-amerikanischer Physiker
- İbrahim Yılmaz (* 1994), türkischer Fußballspieler
- İsmet Yılmaz (* 1961), türkischer Politiker
- Jankat Yılmaz (* 2004), türkischer Fußballtorwart
- Kani Yılmaz (1950–2006), türkisch-kurdischer Parteifunktionär (PKK) und Dissident
- Kartal Yılmaz (* 2000), türkischer Fußballspieler
- Kubilay Yilmaz (* 1996), österreichischer Fußballspieler
- Kurthan Yılmaz (* 1969), türkischer Fußballspieler
- Levni Yilmaz (* 1973), Filmemacher, Künstler und Herausgeber
- Mahmut Yilmaz (* 1979), deutsch-türkischer Fußballspieler
- Mehmet Yilmaz (Schauspieler) (* 1970), deutscher Schauspieler
- Mehmet Yılmaz (Fußballspieler) (* 1979), türkischer Fußballspieler
- Mehmet Yılmaz (Gewichtheber) (* 1974), türkischer Gewichtheber
- Mehmet Yilmaz (Verbandsfunktionär), ehemaliger Präsident des Verbandes der Islamischen Kulturzentren (VIKZ)
- Mert Yılmaz (* 1999), türkisch-deutscher Fußballspieler
- Mesure Tutku Yılmaz (* 2000), türkische Leichtathletin
- Mesut Yılmaz (Politiker) (1947–2020), türkischer Politiker
- Mesut Yılmaz (Fußballspieler) (* 1989), türkischer Fußballspieler
- Metin Yılmaz (* 1945), türkischer Fußballspieler
- Murat Yılmaz (Schauspieler) (* 1966), deutscher Schauspieler
- Murat Yılmaz (Fußballspieler, 1986) (* 1986), französisch-türkischer Fußballspieler
- Murat Yılmaz (Fußballspieler, 1988) (* 1988), deutsch-türkischer Fußballspieler
- Mustafa Yılmaz (Politiker) (* 1949), türkischer Politiker
- Mustafa Yılmaz (Fußballspieler, 1969) (* 1969), türkischer Fußballspieler
- Mustafa Yılmaz (Schachspieler) (* 1992), türkischer Schachspieler
- Necati Yılmaz (* 1988), türkischer Fußballtorhüter
- Nurettin Yılmaz, türkischer Fußballspieler
- Nurten Yılmaz (* 1957), österreichische Politikerin (SPÖ), Abgeordnete zum Wiener Landtag
- Oğuz Yılmaz (Musiker) (* 1968), türkischer Sänger und Songwriter
- Oğuz Yılmaz (Unternehmer) (* 1991), deutsch-türkischer Autor, Comedian und Digital-Berater
- Oğuz Yılmaz (Fußballspieler, 1993) (* 1993), türkischer Fußballspieler
- Oğuz Yılmaz (Fußballspieler, 1994) (* 1994), türkischer Fußballspieler
- Okan Yilmaz (* 1997), österreichischer Fußballspieler
- Okan Yılmaz (* 1978), türkischer Fußballspieler
- Ozan Yılmaz (* 1988), türkischer Fußballspieler
- Özgür Yılmaz (* 1986), türkischer Fußballspieler
- Özlem Yılmaz (* 1986), türkische Schauspielerin
- Pinar Yilmaz (* 1988), türkisch-deutsche Boxerin, siehe Pinar Touba
- Rıdvan Yılmaz (* 2001), türkischer Fußballspieler
- Savaş Yılmaz (* 1990), türkischer Fußballspieler
- Sefa Yılmaz (* 1990), deutsch-türkischer Fußballspieler
- Sefer Yılmaz (* 1969), türkischer Fußballspieler und -trainer
- Selçuk Yılmaz (Politiker) (* 1966), türkischer Politiker (DP, MHP)
- Selçuk Yılmaz (Bildhauer) (* 1969), türkischer Bildhauer
- Selçuk Yılmaz (Schiedsrichter), türkischer Fußballschiedsrichter
- Serhan Yılmaz (* 1995), türkischer Fußballspieler
- Serra Yılmaz (* 1954), türkische Schauspielerin
- Şimal Yılmaz (* 2003), türkischer Sportschütze
- Sinan Yılmaz (* 1978), türkischer Musiker
- Tolga Yılmaz (* 1997), türkischer Fußballspieler
- Tuncay Yılmaz (* 19**), türkischer Violinist
- Turhan Yilmaz (* 1958), türkischer Schachspieler
- Uğur Yılmaz (Fußballspieler, 1975) (* 1975), türkischer Fußballspieler
- Uğur Yılmaz (Fußballspieler, 1987) (* 1987), deutsch-türkischer Fußballspieler
- Uğur Yılmaz (Fußballspieler, 1988) (* 1988), türkischer Fußballspieler
- Volkan Yılmaz (* 1987), türkischer Fußballspieler
- Yasin Yılmaz (* 1989), deutsch-türkischer Fußballspieler
- Zehra Yılmaz (* 1992), türkische Schauspielerin